# Helen Grant (écrivaine)
Pour les articles homonymes, voir Helen Grant.
Helen Grant, née en 1964 à Westminster, est une écrivaine anglaise pour jeunes adultes, qui écrit principalement des fictions à suspense (thriller). Aujourd'hui basée à Crieff (Écosse), elle a beaucoup déménagé, né à Londres, puis ayant vécu en Allemagne et à Bruxelles (Belgique).

## Biographie
Né en 1964 à Westminster (Londres), Helen Grant suit ses études au Dr Challoner High School, dans le Buckinghamshire, d'où elle est exclue pour avoir écrit des histoires pendant les cours de mathématiques. Elle continue ses études à Oxford, au St Hugh's College, en lettres classiques. 
Après avoir longtemps travaillé dans le marketing, elle publie son premier roman, The Vanishing of Katharina Linden ("la disparition de Katharina Linden"), en 2009, aux éditions Penguin Books. Ce premier livre policier a reçu un accueil plutôt bon, présélectionné pour le Booktrust Teenage Prize  et la Médaille Carnegie, et lauréat du prix Alex. Selon The New York Times, le roman présente « Une histoire contemporaine qui semble aussi ancienne, parsemée de contes effrayants », et John Connolly le décrira comme « à la fois un merveilleux premier roman et un étrange conte de fées moderne et obsédant. ». Elle déclarera qu'elle s'est inspirée des légendes locales de la ville allemande (Bad Münstereifel) où elle a vécu à partir de 2001. Le roman est publié au Royaume-Uni, en Allemagne, en Espagne, aux Pays-Bas et aux États-Unis.
Le deuxième livre de Helen Grant, The Glass Demon (traduit sous le titre Le Démon du vitrail) parait en mai 2010, et présente une intrigue autour d'une famille dysfonctionnelle, qui déménage en Allemagne pour retrouver les vitraux perdus (et prétendument hantés) depuis 2 siècles d'une ancienne abbaye. L'auteure dit s'être inspirée d'une histoire vraie, les vitraux disparus de l'abbaye de Steinfeld, dont une partie s'était volatilisée depuis 1802. De nombreuses similitudes sont alors perceptibles entre l'histoire vraie et le roman, dont le nom du créateur des vitraux de Steinfeld, Gerhard Remisch, qui est aussi celui qui a réalisé ceux du roman, ainsi que la localisation, car le roman se déroule dans l'Eifel, en Allemagne, région même où se situe l'abbaye de Steinfeld.
Outre la publication de ces romans, elle collabore régulièrement avec Supernatural Tales, All Hallows et Ash Tree Press, pour publier de courtes nouvelles de fiction. Elle a aussi retraduit Das öde Haus de Ernst Amadeus Hoffmann.

## Romans
- (en) The Vanishing of Katharina Linden, 2 avril 2009
- (en) The Glass Demon, mai 2010
  - Le Démon du Vitrail, traduit de l'anglais par Pascal Loubet, éd. France Loisirs, 2011
- (en) Wish Me Dead, 2 juin 2011
- (en) Silent Saturday, avril 2013
- (en) Demons of Ghent, 2014
- (en) Ghost, 2018

## Prix et distinctions
- 2010 : Finaliste Médaille Carnegie[4] pour The Vanishing of Katharina Linden
- 2011 : Prix Alex pour The Vanishing of Katharina Linden